# Ken Marino
Ken Marino est un acteur et scénariste américain, né le 19 décembre 1968 à Islip (État de New York).

## Biographie
Kenneth Joseph Marino naît dans une famille d'origine italienne. Il fait des études d'art dramatique au Lee Strasberg Theatre and Film Institute et à la Tisch School of the Arts, dont il sort diplômé en 1991.

### Vie privée
Il est marié à Erica Oyama depuis 2005. Ils ont deux enfants : un fils, Riley Ken'ichi Marino, et une fille, Ruby Marino, née en 2009.

## Carrière
Il fait ses débuts à la télévision dans The State, une émission comique de sketches sur MTV diffusée de 1993 à 1995. Il est surtout connu en tant qu'acteur pour ses rôles récurrents dans les séries télévisées Dawson, Veronica Mars, Party Down et Childrens Hospital.
Il joue également des seconds rôles dans plusieurs films, essentiellement des comédies, et coécrit les scénarios de The Ten (2007), Les Grands Frères (2008) et Peace, Love et plus si affinités (2012). En 2014, il reprend son rôle du détective privé Vinnie Van Lowe dans l'adaptation cinématographique de Veronica Mars.
Anecdote amusante, alors jeune débutant dans le métier, il apparait dans la vidéo d'attente de l'attraction "Rock ‘N’ Roller Coaster" à Disneyland Paris aux côtés du groupe Aerosmith. L'attraction est maintenant fermée.

## Filmographie

### Cinéma

#### Longs métrages
- 1997 : Bienvenue à Gattaca (Gattaca) d'Andrew Niccol : Le technicien de séquençage
- 1999 : L'Arche de l'amour (Love Happens) de Tony Cookson : Mike Parker
- 2000 : 101 Ways (The Things a Girl Will Do to Keep Her Volvo) de Jennifer B. Katz : Officier Russotelli
- 2001 : Wet Hot American Summer de David Wain : Victor Kulak
- 2001 : Super papa Joe Somebody) de John Pasquin : Rick Raglow
- 2001 : Tortilla Soup de Maria Ripoll : Jeff
- 2005 : The Baxter de Michael Showalter : Jack Mechanic
- 2005 : La Véritable Histoire du Petit Chaperon rouge (Hoodwinked!) de Cory Edwards : Raccoon Jerry (voix)
- 2005 : Le choix de Sofia (Love for Rent) de Shane Edelman : Dr Neil Gardner
- 2006 : Diggers de Katherine Dieckmann : Lozo
- 2007 : The Ten de David Wain : Dr. Glenn Richie
- 2007 : Alerte à Miami : Reno 911 ! (Reno 911! : Miami) de Robert Ben Garant : Le tatoueur sourd
- 2008 : Les Grands Frères (Role Models) de David Wain : Jim Stansel
- 2010 : Jeffie Was Here de Todd Edwards : Roger
- 2012 : American Sexy Phone (For a Good Time, Call…) de Jamie Travis : Harold
- 2012 : Peace, Love et plus si affinités (Wanderlust) de David Wain : Rick
- 2012 : Struck (Struck by Lightning) de Brian Dannelly : Dr Wealer
- 2013 : In a World… de Lake Bell : Gustav Warner
- 2013 : Bad Milo! de Jacob Vaughan,
- 2013 : Les Miller, une famille en herbe (We're the Millers) de Rawson Marshall Thurber: Todd
- 2014 : Veronica Mars de Rob Thomas : Vinnie Van Lowe
- 2015 : Chair de poule, le film (Goosebumps) de Rob Letterman : Coach Carr
- 2016 : Les Cerveaux (Masterminds) de Jared Hess : Doug
- 2017 : The Babysitter de McG : Le père
- 2018 : Dog Days de lui-même : Carven Wagi
- 2020 : La Nuit où on a sauvé maman (The Sleepover) de Trish Sie : Glen Finch
- 2020 : The Babysitter: Killer Queen de McG : Archie Johnson
- 2020 : Le Catcheur masqué (The Main Event) de Jay Karas : Frankie
- 2023 : Noël à Candy Cane Lane (Candy Cane Lane) de Reginald Hudlin

#### Courts métrages
- 2006 : Duncan Removed de Peter Livolsi : Ben
- 2009 : The Antagonist de Jessie McCormack : L'hôte de la fête
- 2015 : The Comments de Brian Kehoe et Jim Kehoe : Will
- 2016 : The Second Sound Barrier de David Wain : Lars Van Der Hoot

### Télévision

#### Séries télévisées
- 1996 : Boston Common : Bob Cabot
- 1996 : Le célibataire (The Single Guy) : Un client
- 1997 : Spin City : Dan
- 1997 / 2001 : Men Behaving Badly : Steve Cochrane
- 1998 : Holding the Baby : Mike
- 1998 : Conrad Bloom : Ben
- 1999 : The Practice : Donnell et Associés (The Practice) : Kevin Michaels
- 1999 : Nash Bridges : Todd West
- 2000 : Angel : Wilson Christopher
- 2000 : Will et Grace (Will & Grace) : Mark
- 2001 : First Years : Miles Lawton
- 2001 - 2002 : Dawson : Professeur David Wilder
- 2002 : Charmed : Miles
- 2002 : Haunted : Bob Pratt
- 2002 : Do Over : Reuben
- 2002 : Leap of Faith : Andy
- 2003 : Las Vegas : Anton McCarren
- 2003 - 2004 : Rock Me, Baby : Kelly
- 2003 / 2005 / 2008 : Reno 911, n'appelez pas ! (Reno 911 !) : Frank / Jared Reese / Sergent Andrew Blake
- 2004 : Monk : Monk pète les plombs  (saison 3 épisode 9)  : Lester Highsmith
- 2004 : Ce que j'aime chez toi (What I Like About You) : Dr Brad Turner
- 2004 : New York Police Blues : Détective Gerard Donnelly
- 2005 : Stella : Mr Fabrizio
- 2005 : Inconceivable : Peter
- 2005 - 2007 / 2019 : Veronica Mars : Vinnie Van Lowe
- 2006 : Grey's Anatomy : Brad Ackles
- 2007 / 2011 : Wainy Days : Un consultant / Gordon / Chez
- 2008 : Les Experts : Miami (CSI : Miami) : Alan Farris
- 2008 - 2009 : Le Diable et moi (Reaper) : Tony
- 2008 - 2016 : Childrens Hospital : Dr Glenn Richie
- 2009 : Californication : David Wilder
- 2009 : United States of Tara : Mike Connor
- 2009 : Greek : Le leader du camp
- 2009 : In the Motherhood : Shep
- 2009 : Private Practice : Darren Larsen
- 2009 - 2010 / 2023 : Party Down : Ron Donald
- 2011 / 2013 : Whitney : Brian
- 2012 : Happy Endings : Richard Rickman
- 2012 : The Exes : Brad
- 2012 : Key & Peele : L'homme aux dreadlocks
- 2012 : Krogzilla Gets a Job : Regurgitor / Le livreur (voix)
- 2012 : The League : Donny 'The Seed' Sedowsky
- 2012 - 2013 : Burning Love : Mark Orlando
- 2012 - 2013 / 2015 : Axe Cop : Flute Cop / Fife Cop (voix)
- 2013 : Kenny Powers : Guy Young
- 2013 - 2014 / 2017 / 2019 : Drunk History : Harry Houdini / Capitaine James Cook / Theodore Roosevelt / Masterpiece
- 2014 : Trophy Wife : Coach Dawson
- 2014 : Bad Teacher : Mike
- 2014 : Oncle Grandpa : Christophe Colomb (voix)
- 2014 : Play It Again, Dick : Lui-même
- 2014 - 2015 : Marry Me : Jake Schuffman
- 2015 : Togetherness : Craig Weets
- 2015 : Wet Hot American Summer : First Day of Camp : Victor Kulak
- 2015 : Golan the Insatiable : Keith Knudsen Sr (voix)
- 2015 : Maron : Lui-même
- 2015 / 2017 : Life in Pieces : Will
- 2015 - 2019 : Bienvenue chez les Huang (Fresh Off the Boat) : Gus
- 2016 : Agent Carter : Joseph Manfredi
- 2016 : Wander (Wander Over Yonder) : Phil (voix)
- 2016 : Vinyl : Jackie Jarvis
- 2016 : House of Lies : Mark
- 2016 : Les Griffin (Family Guy) : Dallas Portland (voix)
- 2016 - 2017 / 2019 : IZombie : Brandt Stone
- 2016- 2017 / 2019 : Bob's Burgers : Jack Conway / Agent Flanley / Becket (voix)
- 2016 / 2019 : Brooklyn Nine-Nine : Capitaine « C.J. » Jason Stentley
- 2017 : Wet Hot American Summer: Ten Years Later : Victor Kulak
- 2017 : Speechless : Ethan
- 2017 : Drive Share : Edward Dildohands
- 2018 : Ghosted : Daniel Jennifer
- 2018 : Disjointed : Angelo DeStevens
- 2018 : I Love You, America : John McConnell
- 2019 : American Dad ! : Stu (voix)
- 2019 : Daybreak : Stephen Hoyles
- 2019 : Ryan Hansen Solves Crimes on Television : Lui-même
- 2019 : Historical Roasts : Mark Antony
- 2019 - 2021 : The Other Two : Streeter
- 2019 - 2021 : Black Monday : Lenny et Larry Lehman
- 2020 : Medical Police : Glenn Richie
- 2020 : Solar Opposites : Kevin (voix)
- 2025 : Residence : Harry Hollinger, le Conseiller en chef du Président

#### Téléfilms
- 1999 : Carlo's Wake de Mike Valerio : Antonio Torello
- 2006 : Mariage contrarié (Falling in Love with the Girl Next Door) d'Armand Mastroianni : Mark Lucas
- 2013 : The Gates de Marc Buckland : Mark Baxley
- 2020 : Le Catcheur masqué (The Main Event) : Frankie

### Scénariste
- 2006 : Diggers
- 2007 : The Ten
- 2008 : Les Grands Frères
- 2010-2012 : Childrens Hospital (série télévisée, 4 épisodes)
- 2012 : Peace, Love et plus si affinités

### Réalisateur
- 2017 : How to Be a Latin Lover